# Les Poupées russes
Les Poupées russes (Engels: Russian Dolls) is een Frans-Britse film uit 2005 die geregisseerd werd door Cédric Klapisch. De film is het vervolg op L'Auberge espagnole. De hoofdrollen zijn voor Romain Duris, Audrey Tautou, Kelly Reilly, Lucy Gordon en Kevin Bishop. De belangrijkste locaties zijn Parijs, Londen en Sint-Petersburg.

## Verhaal
Xavier is nog steeds op zoek naar de perfecte vrouw - hij is niet meer samen met Martine. Hij is ghostwriter voor autobiografieën van beroemdheden en hij schrijft romantische verhalen. Daarbij komt hij Wendy tegen, die hij nog kende uit zijn jaar in Spanje. Hij wordt verliefd op haar, maar heeft ook een affaire met Celia, een model voor wie hij een autobiografie schrijft.
In 2013 verscheen het vervolg, onder de titel Casse-tête chinois.

## Rolverdeling
- Romain Duris als Xavier Rousseau
- Kelly Reilly als Wendy
- Audrey Tautou als Martine
- Cécile de France als Isabelle
- Kevin Bishop als William
- Evguenia Obraztsova als Natacha
- Irene Montalà als Neus
- Gary Love als Edward
- Lucy Gordon als Celia Shelburn
- Aïssa Maïga als Kassia
- Martine Demaret als de moeder van Xavier
- Pierre Cassignard als Platane
- Olivier Saladin als Gérard
- Pierre Gérald als Papou
- Zinedine Soualem als M. Boubaker
- Hélène Médigue als Mme Vanpeteguem
- Bernard Haller als Michel Hermann

## Prijzen en nominaties

### César2006
- César de la meilleure actrice dans un second rôle (Cécile De France)

### César-nominaties 2006
- César du meilleur montage (Francine Sandberg)
- César de la meilleure actrice dans un second rôle (Kelly Reilly)

## Soundtrack
De originele filmmuziek werd gecomponeerd door Loïk Dury en Laurent Levesque. De tracklist:
1. Da GrassRoots - "Démesure des mesures"
2. Da GrassRoots - "Body Language"
3. Kraked Unit - "En vrak"
4. Olivier Montel - "Disco King"
5. Kraked Unit - "Xavier la Fronde"
6. El Fudge - "One Fudge"
7. Kraked Unit - "La Ballade de Neus"
8. Kraked Unit - "Celia's Kiss"
9. Boban Markovic - "Ivzorski biseri"
10. Beth Gibbons - "Mysteries"
11. Kraked Unit - "C koi ce bordel"
12. Kraked Unit - "Poupées Russes"
13. Spleen - "Bitches on the Ground"
14. Kraked Unit - "La Reine des Queens"
15. Track Addicts - "Dutchy"